# Кочубей, Виктор Павлович
Граф (с 4 апреля 1799), князь (с 6 декабря 1831) Ви́ктор Па́влович Кочубе́й (11 (22) ноября 1768 — 3 (15) июня 1834) — русский государственный деятель, первый министр внутренних дел Российской империи (1802—1807, 1819—1823), председатель Государственного совета (1827—1834), председатель Комитета министров (1827—1834), канцлер Российской империи по внутренним делам (1834). Почётный член Петербургской академии наук (23.12.1818).

## Биография
Происходил из украинского казацкого рода Кочубеев. Родился в родовой усадьбе Диканька Полтавского полка, в семье Павла Васильевича Кочубея (1738—1786) и Ульяны Андреевны, урождённой Безбородко (1742—1777). Правнук генерального писаря Василия Леонтьевича Кочубея, казнённого в 1708 году по обвинению в доносе на гетмана Мазепу в стремлении к измене. Племянник светлейшего князя А. А. Безбородко.
Павел Васильевич Кочубей, занимавший место главы в подкоморном полтавском суде, дал своим сыновьям античные имена Аполлона и Виктора. Заботу об их воспитании и образовании принял на себя их бездетный дядя Александр Андреевич Безбородко, фактически руководивший в то время внешней политикой России. В 1775 году он пригласил племянников к себе в Петербург.
Виктор Павлович учился в частном пансионе де Вильнёва, одновременно в 1776 году был записан на службу в Преображенский лейб-гвардии полк. Безбородко предназначал племяннику дипломатическую карьеру. Для окончания образования Кочубей был послан в Женеву, где находился под присмотром Италинского.

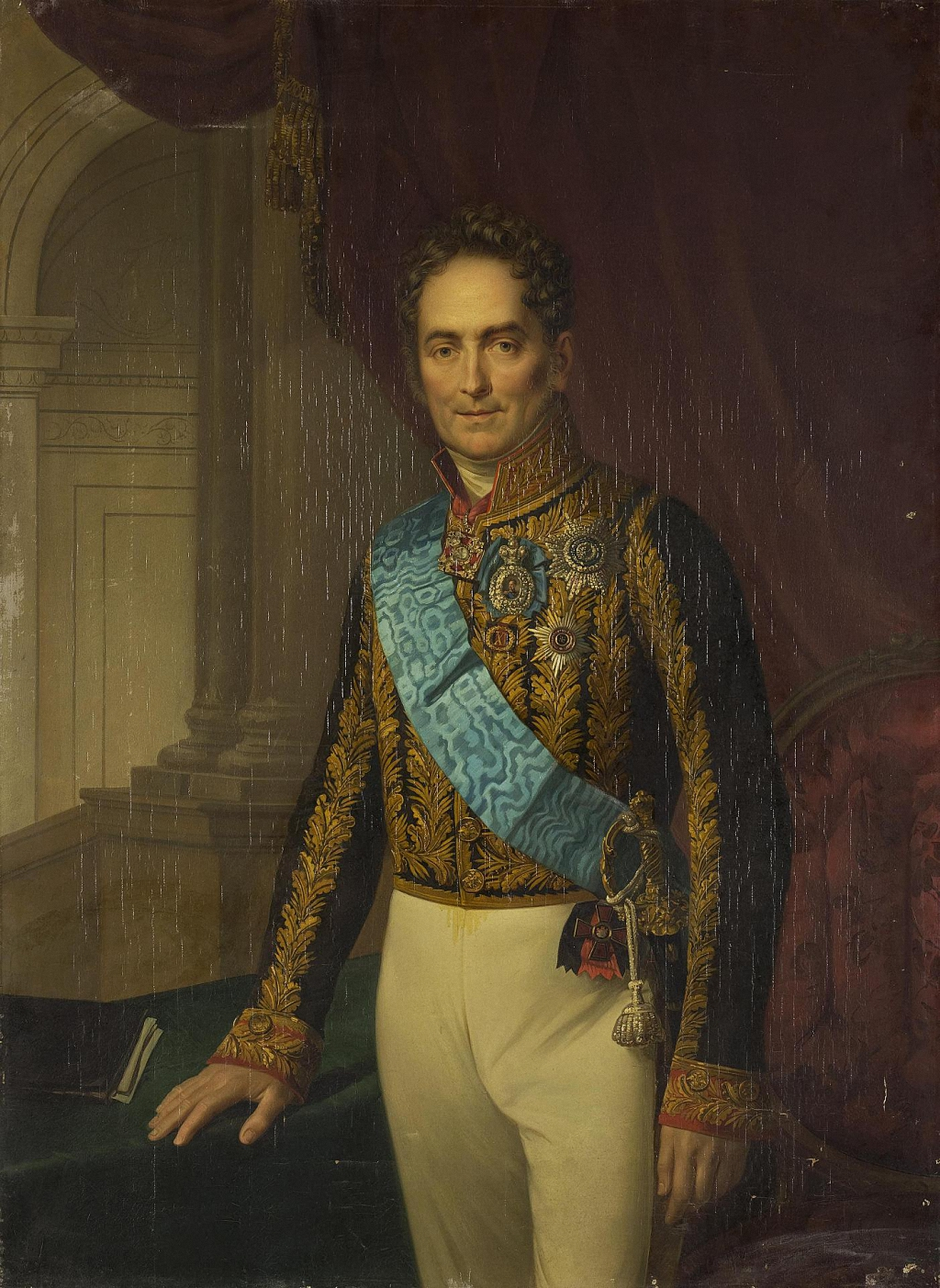
Портрет князя Виктора Павловича Кочубея — художник Е. И. Ботман

### Начало службы
В 1784 году Кочубей короткое время состоял адъютантом Г. А. Потёмкина. В том же году начал дипломатическую карьеру в русской миссии в Швеции.
22 сентября 1786 года получил чин камер-юнкера; состоял в свите Екатерины II во время её путешествия в Крым.
В 1788 году был причислен к миссии в Лондоне под руководством графа Воронцова. Получив разрешение путешествовать по Европе для продолжения образования, в 1781—1784 годах прослушал курс лекций в Женевском университете, а в 1785—1786  годах —  в Упсальском университете. В 1788 году в составе дипломатической миссии под руководством графа С. Р. Воронцова отправился в Лондон.
В январе 1791 года вопреки воле Безбородко, уехал в Париж, где слушал лекции Жана-Франсуа де Лагарпа и наблюдал за событиями французской революции. В том же году участвовал в подписании Ясского мира. В 1792 году сблизился с великим князем Александром Павловичем.
С 11 октября 1792 года до 13 января 1797 года — чрезвычайный посланник в Константинополе.
Вступление на престол Павла I не повлекло за собой опалы Безбородко (как это случилось с большинством людей, пользовавшихся расположением покойной императрицы) и поэтому 23 октября 1798 года его протеже и племянник стал вице-канцлером и вице-президентом Коллегии иностранных дел. Уже в тридцатилетнем возрасте Кочубей был произведён 23 октября 1798 года в действительные тайные советники, а 4 апреля 1799 года возведён в графское достоинство Российской империи.
Как дипломат Кочубей держался «национальной системы, основанной на пользе России», желал, чтобы «все державы дорожили её дружбой» и боялся территориальных приращений. Был сторонником укрепления отношений с Османской империей.
В сентябре 1799 года, сразу после смерти дяди, Кочубея постигла немилость и он был сослан в деревню: император хотел женить Виктора Павловича на своей фаворитке Анне Лопухиной, но Кочубей ослушался и женился на Марии Васильчиковой.
В мае 1800 года выехал за границу, но, получив в Дрездене известие о смерти Павла I, в апреле 1801 года вернулся в Петербург.

### Негласный комитет

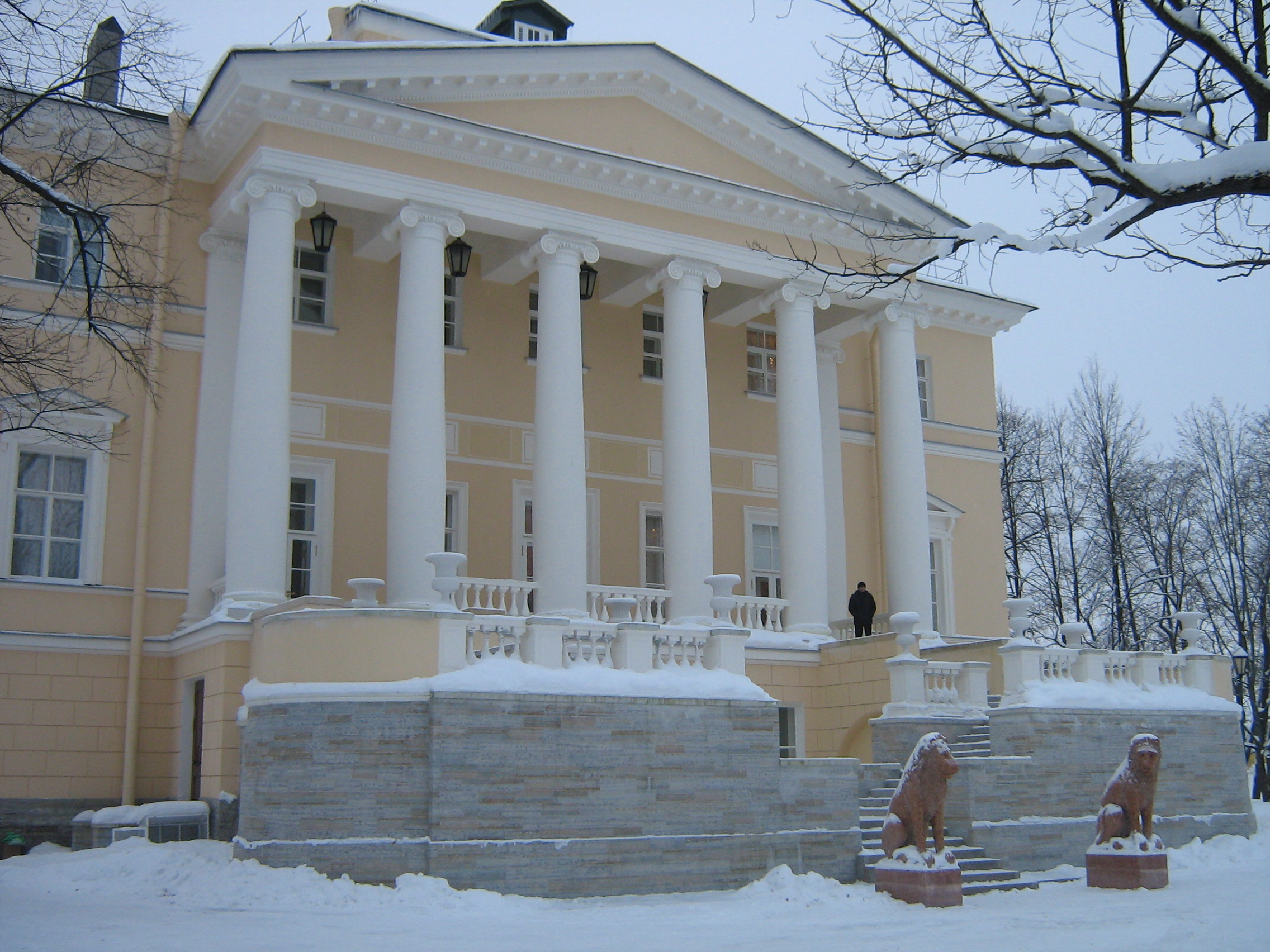
Дворец Кочубея в Царском Селе (1817—1824)

По распоряжению Александра I, в июле 1801 года Кочубей был принят на службу в 1-й  департамент Сената с особым предписанием находиться при Его Императорском Величестве, а в сентябре 1801 года вновь назначен вице-канцлером и членом Коллегии иностранных дел. Гораздо важнее было то, что Кочубей стал одним из ближайших советников императора и вошёл в состав Негласного комитета, призванного подготовить преобразования государственного строя России.
12 декабря 1801 года граф Кочубей был назначен членом Непременного совета, а с образованием министерств, 8 сентября 1802 года стал первым министром внутренних дел России. По замечанию Вигеля:

Красивая наружность, иногда молчаливая задумчивость, испытующий взгляд, надменная учтивость — были блестящие завесы, за кои искусно прятал он свои недостатки, и имя государственного человека принадлежало ему, когда ещё ничем он его не заслужил.
При обсуждении крестьянского вопроса выступал против освобождения крестьян без земли и практики перевода их в дворовые; ту же позицию отстаивал в Комитете по устройству дел эстляндских и лифляндских крестьян, председателем которого Кочубей был с 1803 года. В области политических преобразований Кочубей выступал сторонником разделения властей при сохранении незыблемости самодержавия.
В начале XIX века министерство внутренних дел ведало вопросами экономики и транспорта. Кочубей сосредоточился на развитии недавно присоединённых земель запорожских казаков и крымских татар, и не жалел ассигнований на обустройство Новороссии, в особенности Одессы. Доклад о недостатках устройства южных земель России он представлял ещё предыдущему императору.
Кочубей одним из первых заметил талант Сперанского и привлёк его к себе на службу. В 1806 году, во время болезни, Кочубей отправил Сперанского вместо себя с докладом к императору. Это знакомство имело немаловажное значение для истории России.
Со временем у Александра I накапливались разногласия с «молодыми друзьями». Англофил Кочубей считал заключение Тильзитского мира крахом всей внешней политики России, обессмысливающим кровопролитные войны предшествующих лет, и несколько раз попросил у императора отставки. Но лишь четвёртая его просьба была удовлетворена, — 24 ноября 1807 года.
При увольнении с поста министра Кочубей разослал «всем губернаторам циркулярные письма, в которых, расставаясь с ними, благодарил за споспешествование ему в исполнении собственных его обязанностей их деятельными трудами», и уехал как частное лицо в Париж, где встречался с министром полиции Фуше и другими деятелями Первой империи.

### После войны 1812 года

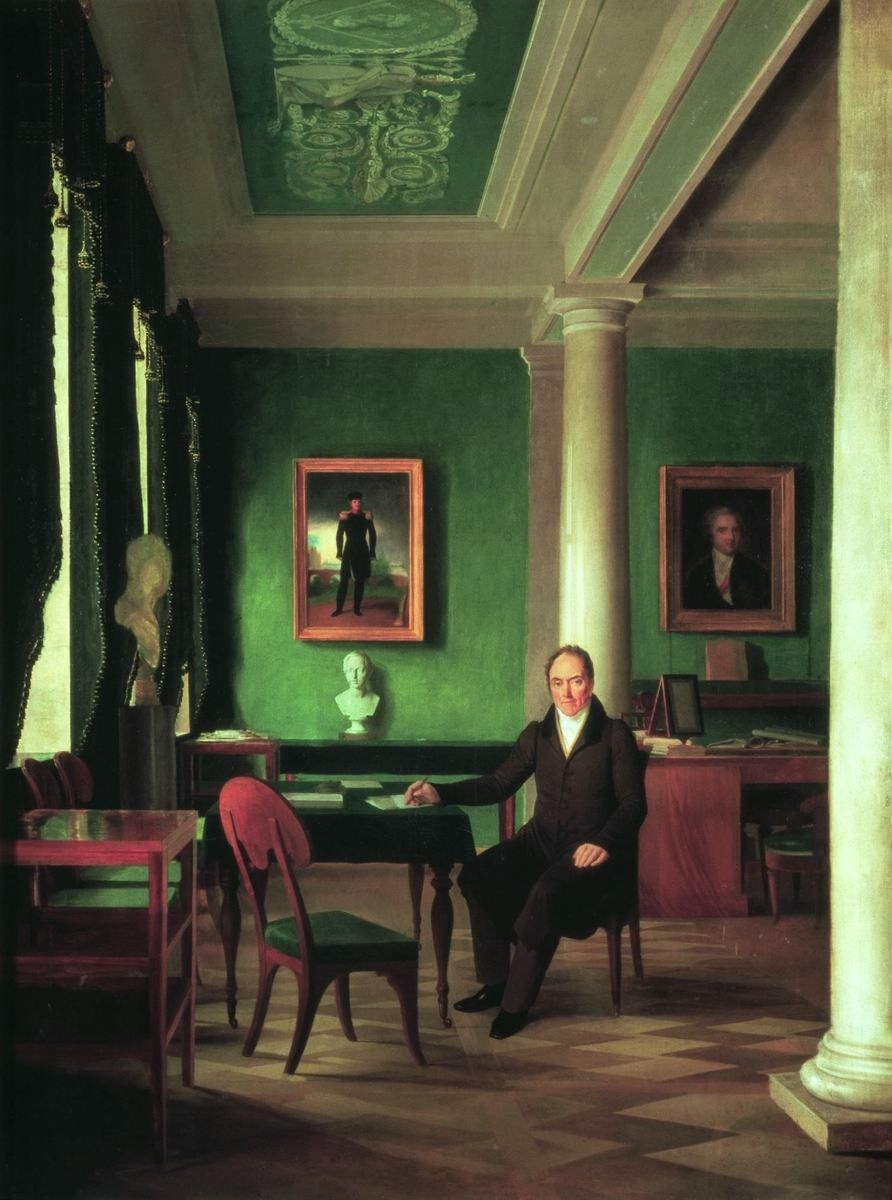
Кочубей на портрете А. Г. Венецианова

После возвращения из отпуска, в 1810 году Кочубей вошёл в состав Государственного совета. В январе 1812 года назначен председателем Департамента законов Государственного совета. Поддерживал предложение Сперанского о реформе финансов и Сената. Сохранял с ним хорошие отношения, даже когда реформатор подвергся опале.
Во время Отечественной войны и в Заграничном походе состоял при императоре. Содействовал назначению Кутузова главнокомандующим. В 1813 году возглавлял Центральный совет по управлению германскими землями. Ему была предложена должность посла в Англии, от которой он отказался, ибо не желал покидать Россию в такое сложное время (любил повторять, что долгое пребывание вне отечества против его правил).
Поданная императору «Записка гр. В. П. Кочубея о положении империи и мерах к прекращению беспорядков и введении лучшего устройства в разные отрасли, правительство составляющие», в которой Кочубей предлагал объединить Министерство полиции с Министерством внутренних дел, а также создать Министерство духовных дел и народного просвещения, побудила Александра назначить его в 1816 году председателем Департамента гражданских и духовных дел Государственного совета (до 1819 года).
В 1817—1818 годах граф Виктор Павлович Кочубей жил в Париже.
Вторично назначен министром внутренних дел 4 ноября 1819 года. 30 августа 1821 года получил Андреевскую звезду. В том же году император распорядился перенести к полукруглой площади перед его царскосельским дворцом чугунные ворота с надписью «Моим любимым сослуживцам» (А mes chers compagnons d’armes).
В 1819 году Кочубей приобрёл у князя Лобанова-Ростовского участок на берегу Фонтанки и заказал архитектору Монферрану строительство особняка для своей семьи. На приёмах и любительских спектаклях в этом доме бывало лучшее столичное общество. На масленицу 1827 года М. И. Глинка спел здесь на итальянском языке партию донны Анны в любительском спектакле «Дон Жуан». Балы Кочубеев вошли в пословицу, на них съезжалась вся высшая аристократия, а также императорское семейство.
28 июля (9 августа) 1821 года российским императором Александром I был учреждён Сибирский комитет, и В. П. Кочубей стал его первым председателем.
За те четыре года, пока Кочубей управлял министерством, из его состава был исключён департамент торговли и мануфактур, которым он более всего интересовался, затем отошло управление путями сообщения. С другой стороны, присоединению функций бывшего министерства полиции Кочубей был вовсе не рад, так как дела сыска его не занимали.
Сдав управление министерством 28 июня 1823 года (официально снят с должности 25 февраля 1825 года), Кочубей переключил внимание на лечение больной младшей дочери. Выслушав советы докторов, сановник решил везти её не на заграничные воды, а на юг России, в Феодосию, что было тогда в диковинку. С наступлением весны из Петербурга он тронулся в путь водой, каналами, затем по Волге спустился до Царицына, оттуда доехал до Дона на лошадях и далее снова водой в Крым; зиму провёл он в Одессе, затем уехал за границу, где дочь его скончалась.

### Последние годы

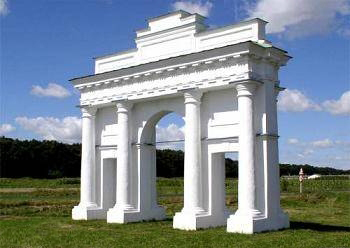
Триумфальная арка на въезде в Диканьскую усадьбу Кочубея

Граф Кочубей вернулся в столицу ко времени воцарения Николая I. С 1826 года — председатель секретного Комитета 6 декабря 1826, итогом деятельности которого стали предложения по реорганизации органов власти, крестьянскому и сословному вопросам, частично осуществлённые в 1830—1840-х годах. В 1827 году назначен председателем Государственного совета (до 1834 года) и Комитета министров (до 1834 года). В 1828 году руководил тайным комитетом по управлению внутренними делами империи, созданным на время пребывания императора в действующей армии.
К этому времени относится составление Кочубеем ряда развёрнутых «записок» императору. В одной из них он предлагал разделить власть судебную и полицейскую путём введения института мировых судов. В 1828 году он возглавил Попечительский совет заведений общественного призрения в Санкт-Петербурге.
Именным Высочайшим указом от 6 декабря 1831 года председатель Государственного совета и Комитета министров, действительный тайный советник, граф Виктор Павлович Кочубей был возведён, с нисходящим потомством, в княжеское Российской империи достоинство. Почётный член Московского университета (1832—1833). В 1834 году стал государственным канцлером по внутренним делам, достигнув высшего чина Табели о рангах.
В том же году в Москве, в ночь со 2 на 3 июня он скоропостижно скончался на руках своей супруги от приступа грудной жабы (стенокардии) и был похоронен в церкви Святого Духа Александро-Невской лавры. Пушкин написал в дневнике по поводу его кончины: «Царь был неутешен, новые министры повесили головы». В то же время он приводит ходившую в те дни шуточную эпитафию:
Под камнем сим лежит граф Виктор Кочубей.

Что в жизни доброго он сделал для людей,

Не знаю, чорт меня убей.

## Оценки деятельности
Современники характеризуют Кочубея как человека крайне сдержанного и осторожного. По словам одного из губернаторов, он был «холоден от природы, не допускал никакой короткости с собой, но всегда был вежлив и благопристоен». Говорили, что это был ум в высшей степени согласительный: никто не выдавался, как он, в уменьи разрешать трудные вопросы и приводить к согласию разноречивые мнения.
Кочубей считал крепостное право «гигантским злом», но как государственный человек боялся потрясений и как опытный чиновник не был склонен «ослаблять порядок существующий». Начиная правление Александра либералом, во второй половине царствования он разделял господствующее тяготение к консерватизму. Пушкин написал после его смерти:
Казалось, смерть такого ничтожного человека не должна была сделать никакого переворота в течение дел. Но такова бедность России в государственных людях, что и Кочубея некем заменить!
В 1862 году, составляя список самых выдающихся личностей в российской истории для изображения на памятнике «1000-летие России», император Александр II включил в число этих 128 фигур и Виктора Павловича Кочубея.

## Награды

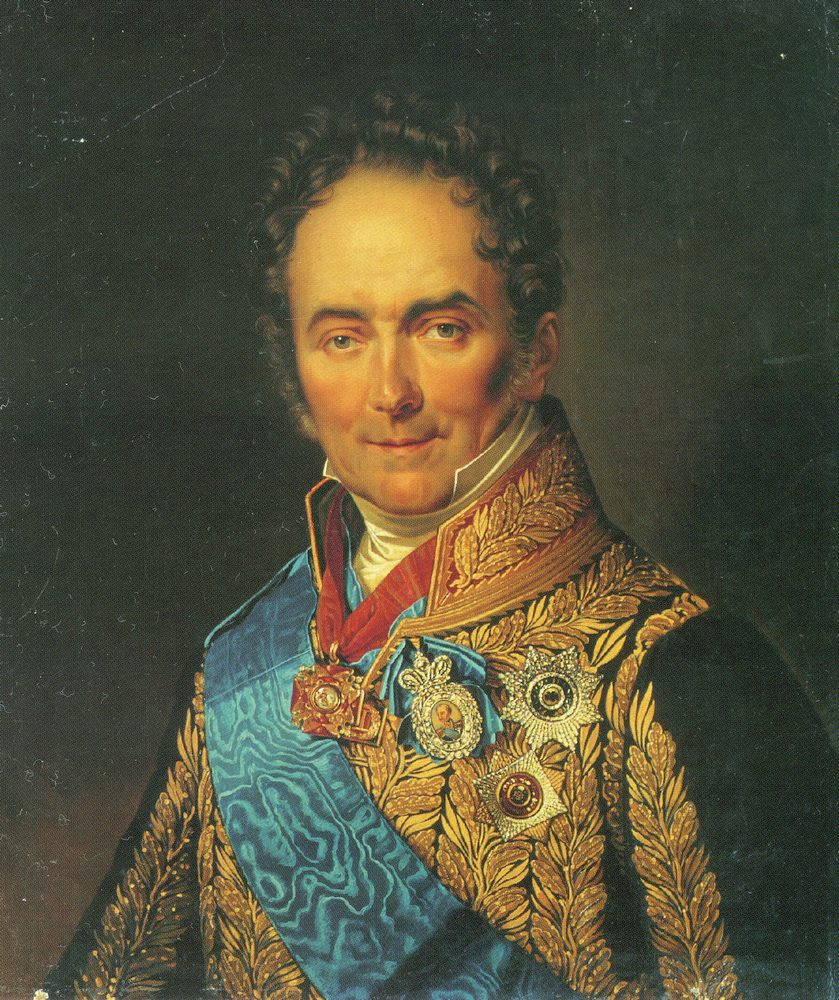
Князь В. П. Кочубей на портрете Крюгера (1832)

- Орден Святого Владимира 2-й степени (22.09.1795)
- Орден Святого Александра Невского (13.01.1797)
- Орден Святого Иоанна Иерусалимского, командорский крест (10.12.1798)
- Орден Святого Владимира 1-й степени (30.08.1814)
- Орден Святого Андрея Первозванного (30.08.1821)
- Орден Святой Анны 1-й степени (30.08.1821)
- Бриллиантовые знаки к ордену Святого Андрея Первозванного (24.03.1828)
- Портрет императора Николая I, украшенный алмазами, для ношения в петлице с надписью "За постоянное, неизменяемое усердие и отличные способности" (25.12.1828)
- Знак отличия беспорочной службы за XXXV лет (22.08.1828)
- Знак отличия беспорочной службы за XL лет (22.08.1830)

Иностранные:
- Прусский орден Чёрного орла (1802)
- Прусский орден Красного орла (1802)

## Семья
Граф Кочубей был женат с 13 ноября 1799 года на Марии Васильевне Васильчиковой (1779—1844), дочери действительного камергера В. С. Васильчикова, внучке гетмана Малороссии графа К. Г. Разумовского, фрейлине, статс-даме; племяннице и воспитаннице Н. К. Загряжской (которая доживала свой век в её доме). В браке имели 13 детей, из них 8 умерли в детстве:
- Наталия Викторовна (1800—1855), замужем за графом А. Г. Строгановым (1795—1879), юношеская любовь А. С. Пушкина.
- Лев Викторович (1810—1890), действительный статский советник, был женат на композиторе Елизавете Васильевне Кочубей (1821—1897).
- Василий Викторович (1812—1850), камергер, действительный статский советник, археолог и нумизмат, женат с 1847 года на вдове княгине Елене Павловне Белосельской, урождённой Бибиковой (1812—1888), падчерице А. Х. Бенкендорфа.
- Михаил Викторович (1816—1876), гофмаршал, женат на княжне Марье Ивановне Барятинской (1818—1843), дочери И. И. Барятинского.
- Сергей Викторович (1819—1880), действительный статский советник, полтавский дворянский предводитель, женат на Софье Александровне Демидовой (1825—1875), дочери генерала А. Х. Бенкендорфа.

Внебрачным сыном князя Кочубея от молодой жены престарелого чиновника константинопольской миссии считался тайный советник Павел Яковлевич Марини, служивший в дипломатической канцелярии М. С. Воронцова в одно время с Пушкиным и «постоянно получавший награды, кресты, ленты, подарки, земли, аренды».

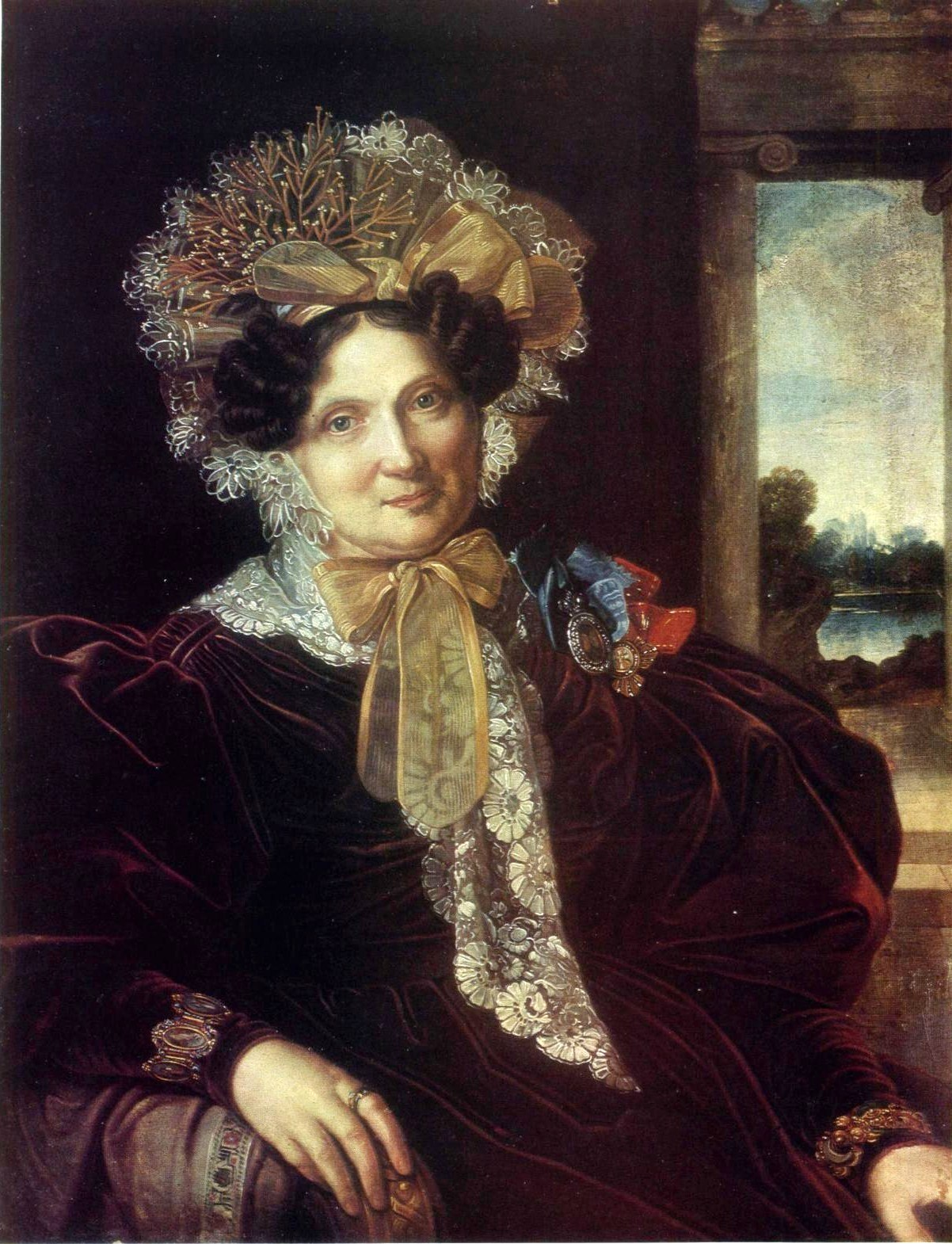
Мария Васильевна, жена
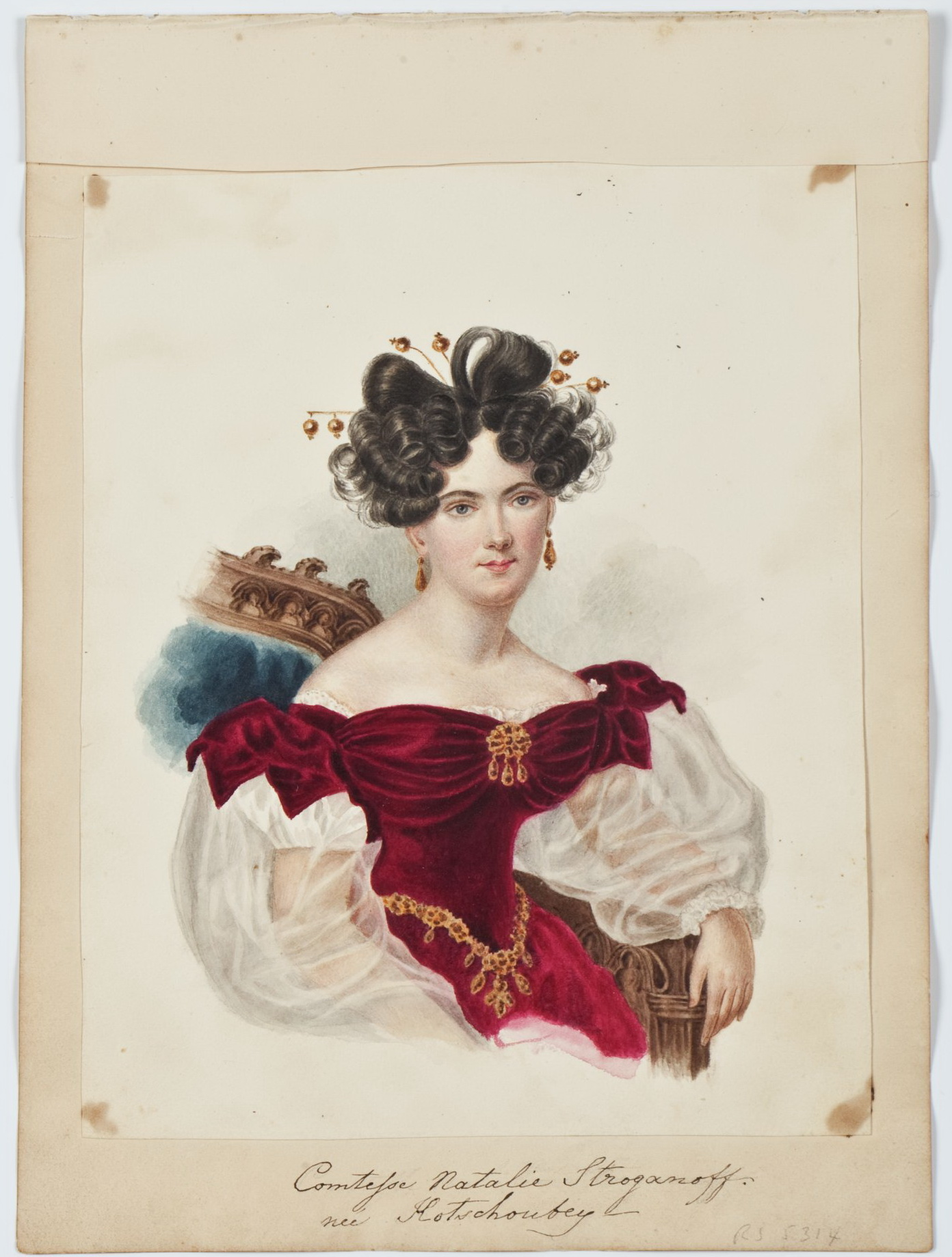
Наталья Викторовна, дочь
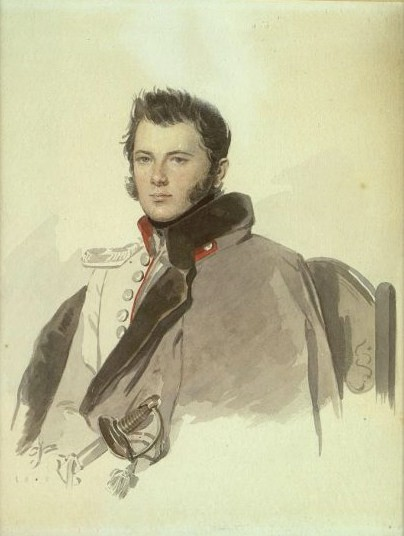
Лев Викторович, сын
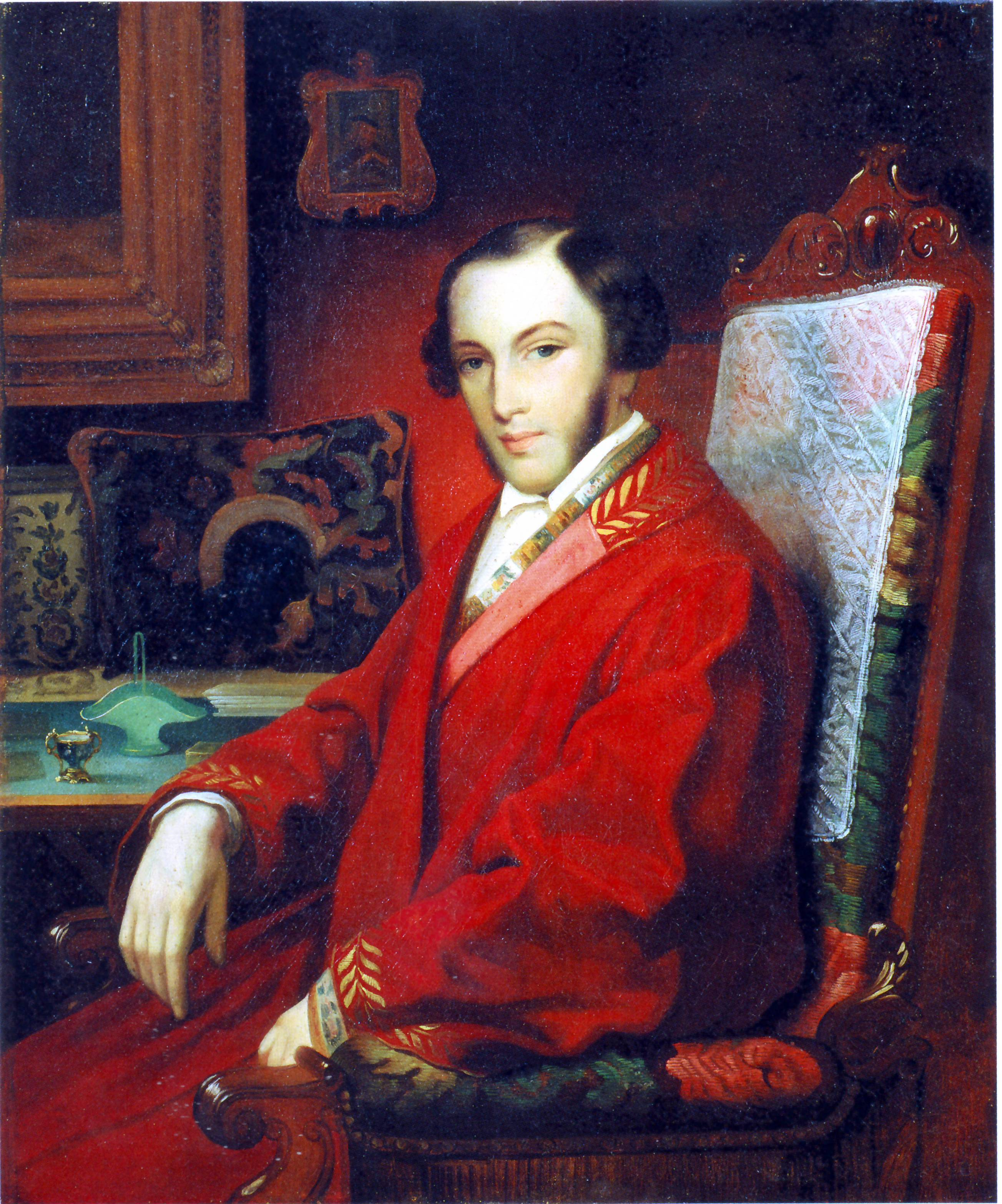
Василий Викторович, сын
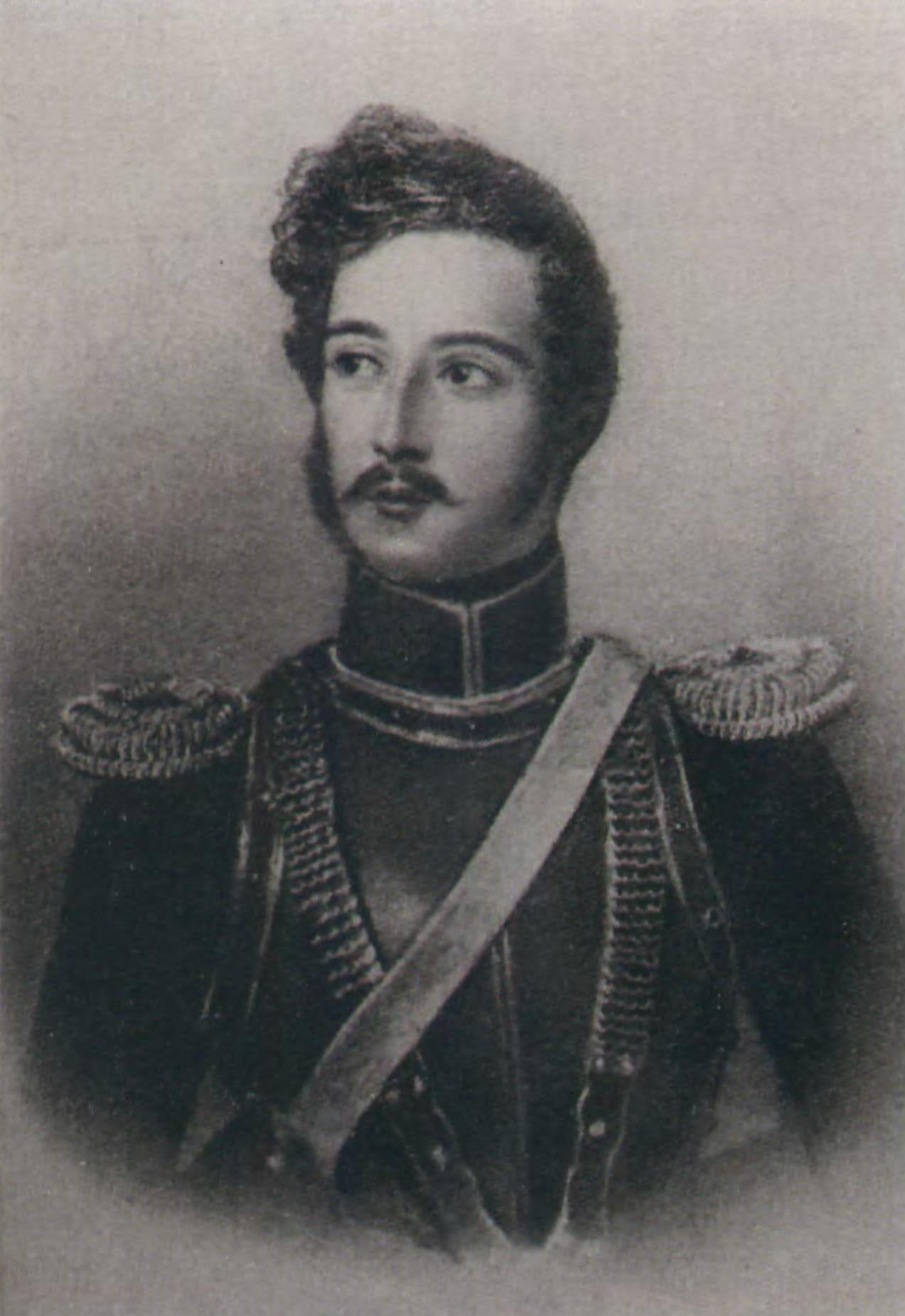
Михаил Викторович, сын